# Cumuquia
Cumuquia (en kumyko: Къумукъ, romanizado: Qumuq), también llamada llanura de Cumuquia o planicie cumuca, es una región geográfica e histórica que cubre el territorio de asentamiento tradicional del pueblo túrquico de los cumucos. Actualmente el territorio se reparte entre los sujetos federales rusos de Daguestán, Chechenia y Osetia del Norte.
Cumuquia era la principal región daguestaní de producción de grano y un importante nudo comercial gracias al paso de varias rutas comerciales, entre ellas, la ramificación norteña de la Ruta de la Seda.